# CR Snow
CR Snow (oficialmente, China Resources Snow Breweries Ltd.) es una cervecería con sede en Beijing, China. Es una empresa conjunta entre China Snow Resources y la multinacional SABMiller, con sede en Reino Unido. Es la mayor cervecería de China por volumen de ventas, con una cuota de mercado de alrededor de 21% y una cifra de ventas total de 9,28 millones de litros de cerveza en China en 2010.

## La historia
En julio de 2011 CR Snow adquirió un 49 por ciento de Jiangsu Dafuhao Breweries y el 100 por ciento de Shanghai Asia Pacífico Brewery de Heineken International por 870 millones de yuanes (134 millones de USD).

## Marcas

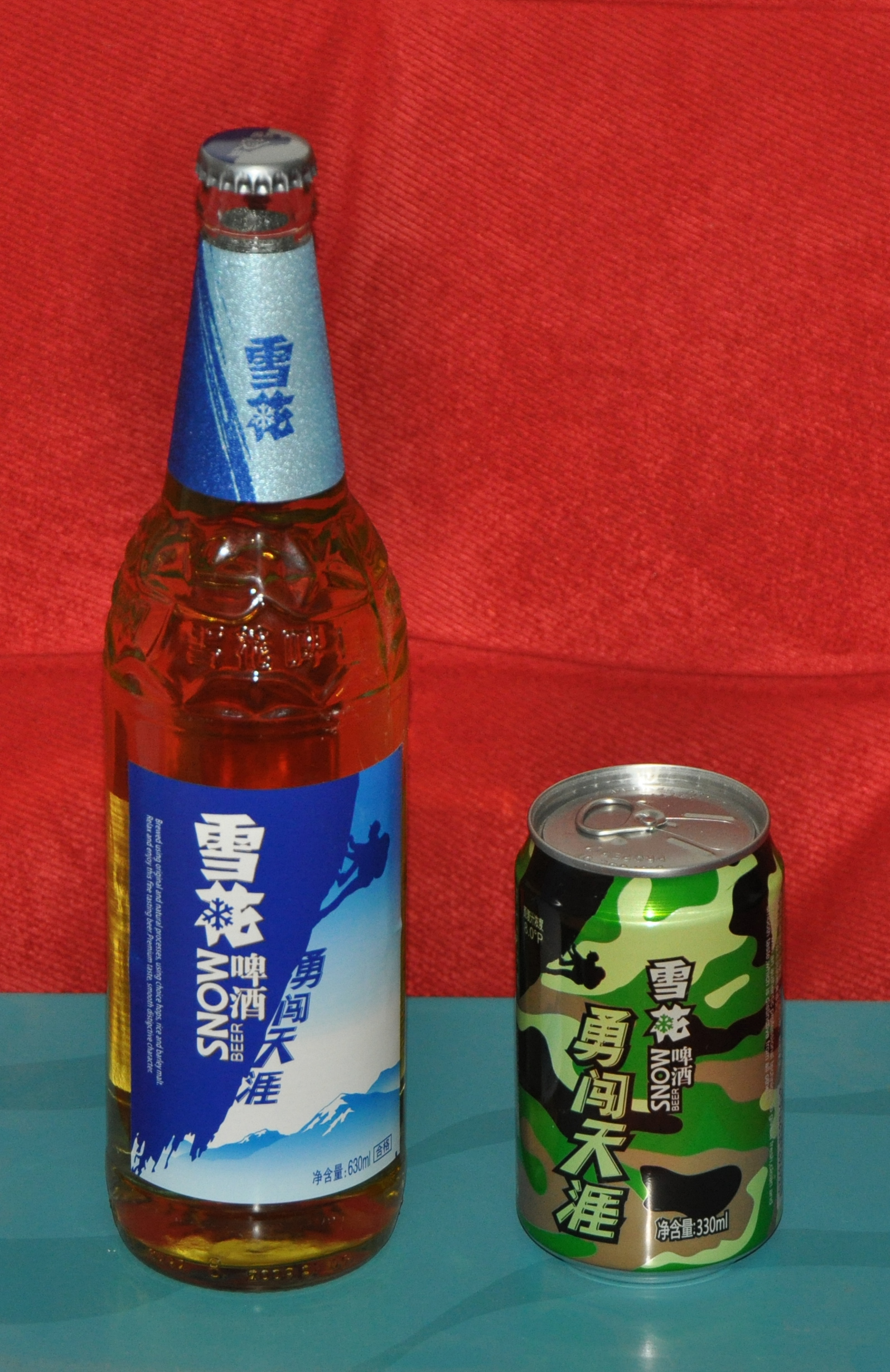
La cerveza Snow en una botella y una lata.

La marca principal de CR Snow es Snow beer, que es actualmente la cerveza más vendida del mundo en términos de volumen, con ventas equivalentes a alrededor de 16.5 millones de litros en 2010. Otras de sus marcas incluyen Blue Sword, Green Leaves, Huadan, Huadan Yate, Largo, Löwen, New Three Star, Shengquan, Shenyang, Singo, Sip, Tianjin, Yatai, Yingshi y Zero Clock.